# Грабовець (Кабардино-Балкарія)
Грабовець (рос. Грабовец) — хутір у Прохладненському районі Кабардино-Балкарії Російської Федерації.
Орган місцевого самоврядування — сільське поселення Благовіщенка. Населення становить 213 осіб.

## Історія
Згідно із законом від 27 лютого 2005 року органом місцевого самоврядування є сільське поселення Благовіщенка.

## Населення
| 1926 | 1970 | 1989 | 2002 | 2010 |
| ---- | ---- | ---- | ---- | ---- |
| 221  | ↘201 | ↘183 | ↗196 | ↗213 |